# Georg Schwarte
Georg Schwarte (* 1967 in Neuenkirchen (Kreis Steinfurt)) ist ein deutscher Journalist. Er arbeitete von 2002 bis 2007 als Korrespondent des NDR in Washington, USA.

## Leben
Schwarte studierte in Gießen, Santander (Spanien) und Mainz. Er war Landeskorrespondent für das DeutschlandRadio und arbeitete bei mehreren Zeitungen. Nach Einsätzen in Brüssel und Neu-Delhi für NDR Info berichtete Georg Schwarte bis Juli 2007 aus Washington. Danach berichtete er aus dem ARD-Hauptstadtstudio in Berlin. Ab Juli 2014 war Schwarte wieder im Auftrag des NDR in Amerika als Auslandsreporter für das ARD-Hörfunkstudio New York unterwegs. Mittlerweile berichtet er wieder aus dem ARD-Hauptstadtstudio.
Neben seiner journalistischen Tätigkeit ist er besonders für seine wöchentliche Kolumnen auf NDR-Info God bless America bekannt geworden, in denen er insbesondere George W. Bush („Buschi“), Donald Rumsfeld („Der kleine Philosoph“) und Arnold Schwarzenegger („Die österreichische Hantel“) aufs Korn nahm. Für seine „lebhaften Berichte aus Amerika“ wurde er für den Goldenen Prometheus als Radiojournalist des Jahres 2006 nominiert.
Schwarte ist verheiratet und hat zwei Kinder.